# Tillandsia compressa
Tillandsia compressa es una especie de planta epífita dentro del género  Tillandsia, perteneciente a la  familia de las bromeliáceas.  

## Descripción
Son plantas epífitas que alcanzan un tamaño de 31-58 cm en flor, acaules. Hojas de 26-69 cm; vainas 3-5.2 cm de ancho, pardas a castaño, densa a moderadamente adpreso lepidotas; láminas 1.3-2.6 cm de ancho, lepidotas, triangulares, atenuadas. Escapo 15-28 cm; brácteas inferiores foliáceas, las superiores con las láminas muy reducidas. Inflorescencia simple o débilmente digitado compuesta; brácteas primarias como las brácteas superiores del escapo; espigas 15-19 cm, erectas, con 11-20 flores. Brácteas florales 3.3-4.8 cm, más largas que los sépalos, imbricadas, erectas, carinadas, lisas, glaucas, coriáceas. Flores sésiles o con pedicelos hasta 2 mm; sépalos 2.7-3.1(-3.9) cm, lisos o casi lisos, cartáceos a subcoriáceos, los 2 posteriores fuertemente carinados y connatos por (1.2-)2-3.1 cm, libres del sépalo anterior ecarinado o débilmente carinado; pétalos purpúreos. Los frutos son cápsulas de 4 cm.

## Distribución y hábitat
Se encuentra en las selvas caducifolias a una altitud de 900 metros desde México a Colombia, Jamaica.

## Cultivares
- Tillandsia 'Casallena'[5]
- Tillandsia 'Cathcart'[5]

## Taxonomía
Tillandsia compressa fue descrita por Bertero ex Schult. & Schult.f. y publicado en Systema Vegetabilium 7(2): 1210–1211. 1830.
Etimología
Tillandsia: nombre genérico que fue nombrado por Carlos Linneo en 1738 en honor al médico y botánico finlandés Dr. Elias Tillandz (originalmente Tillander) (1640-1693).
compressa: epíteto latíno que significa "comprimida"
Sinonimia
- Anoplophytum setaceum Beer
- Platystachys setacea Beer
- Tillandsia buchii Urb.
- Tillandsia fasciculata var. venosispica Mez
- Tillandsia jaliscomonticola Matuda
- Tillandsia setacea Hook.[7][8]